# 君がくれた世界
「君がくれた世界」（きみがくれたせかい）は、春奈るなの3枚目のシングル。2013年5月15日にSME Recordsから発売された。

## 概要
「Overfly」から約5ヶ月半ぶり、2013年にリリースされるシングル3作のうち1作目のシングルである。
販売形態は初回生産限定盤、通常盤の2種リリースで、タイトル曲「君がくれた世界」の他、映画「フジミ姫～あるゾンビ少女の災難～」の挿入歌「とこしえロンド」とマチゲリータによる世界観あふれる「煌く星の病」の計３曲が収録されている
。
初回生産限定盤には、「君がくれた世界」のMusic Video，そのメイキング映像，レコーディングとジャケットのメイキング映像，雑誌「KERA」表紙撮影のメイキング映像，同雑誌の春奈るな×深澤翠 Photo Session のメイキング映像が収録されている
。
「君がくれた世界」のメロディに関しては，自身が「私の1stシングル"空は高く風は歌う"の壮大さと、2ndシングル"Overfly"の爽やかさとキャッチーなメロディーをミックスさせたような聴き心地のいい1曲になっています！」と説明している
。

## 収録曲

### CD
1. 君がくれた世界 [5:12]
  - 作詞・作曲：Tomoyuki Ogawa　編曲：Sorao Mori
  - ユピテル「ATLASゴルフナビ“NobNavi”」CMソング[4]
2. とこしえロンド [4:05]
  - 作詞：Meiko Yamamoto　作曲・編曲：meヰjix
  - 映画「フジミ姫～あるゾンビ少女の災難～」挿入歌
3. 煌く星の病 [4:12]
  - 作詞・作曲・編曲：マチゲリータ

### DVD（初回生産限定盤）
1. 君がくれた世界 Music Video
2. 君がくれた世界 Music Video Making Movie
3. 君がくれた世界 RECORDING Making Movie
4. 君がくれた世界 JACKET WORK Making Movie
5. 「KERA」表紙撮影 Making Movie
6. 「KERA」春奈るな×深澤翠 Photo Session Making Movie

## 収録アルバム
| 曲名           | アルバム    | 発売日        |
| -------------- | ----------- | ------------- |
| 君がくれた世界 | 『OVERSKY』 | 2013年8月21日 |